# 731
سنة 731 م كانت سنة بسيطة تبدأ يوم الإثنين (الرابط يظهر نموذج التقويم الكامل للسنة) من التقويم اليولياني. بدأت تسمية السنة ب731 منذ العصور الوسطى المبكرة، عندما أصبح تقويم أنو دوميني هو الأسلوب السائد في أوروبا لتسمية السنوات.

## مواليد
- أبو يوسف الإمام المجتهد العلامة المحدث قاضي القضاة
- عبد الرحمن الداخل

## وفيات
- مكحول الهذلي